# 호리 도시시게
호리 도시시게(일본어: 堀利重, 1581년 ~ 1638년 6월 6일)는 아즈치모모야마 시대부터 에도 시대 전기까지의 하타모토, 다이묘이다. 히타치 다마토리번 초대 번주를 지냈다. 호리 히데시게의 삼남. 호리 히데마사의 동생.
|  | 제1대 다마토리번 번주 (호리가) 1622년 ~ 1638년 | 후임 호리 도시나가 |